# Associazione Calcio Fiorentina 1947-1948
Questa voce contiene le informazioni riguardanti l'Associazione Calcio Fiorentina nelle competizioni ufficiali della stagione 1947-1948.

## La Stagione

Il difensore Italo Acconcia.

Quello di quest'anno è il campionato più lungo della storia (21 partecipanti per 42 giornate), causa il ripescaggio della Triestina, per motivi politici, retrocessa l'anno precedente.
Da segnalare un buon inizio di campionato con la squadra viola che lotta con vigore con le squadre migliori ed un brutto fine campionato, con cinque sconfitte consecutive, con Torino, Internazionale, Juventus, Atalanta e Lazio, che hanno segnato la classifica conclusiva dei viola. I viola finiscono settimi in classifica guidati dal grande centravanti Alberto Galassi, il difensore Italo Acconcia ed il portiere Giuseppe Moro. Da segnalare una strana partita contro la Lazio conclusasi con un netto 5-0 a favore dei biancocelesti, dove la partita viene decisa da due autogol iniziali dei viola, intervallati da due pali consecutivi di Galassi e Valcareggi.
Come allenatore per questo ed i tre campionati che seguirono ci fu Luigi Ferrero. Presidente della Fiorentina di quest'annata fu Ardelio Allori.
Miglior marcatore di stagione della squadra viola fu Galassi con 15 reti.

## Rosa
| N. |                   | Ruolo | Calciatore               |
| -- | ----------------- | ----- | ------------------------ |
|    | Italia (bandiera) | P     | Mario Bigazzi            |
|    | Italia (bandiera) | P     | Giuseppe Moro            |
|    | Italia (bandiera) | D     | Raoul Bortoletto         |
|    | Italia (bandiera) | D     | Alberto Eliani           |
|    | Italia (bandiera) | D     | Mario Caciagli           |
|    | Italia (bandiera) | D     | Zeffiro Furiassi         |
|    | Italia (bandiera) | D     | Italo Acconcia           |
|    | Italia (bandiera) | C     | Rudi Abele Compiani      |
|    | Italia (bandiera) | C     | Menotti Avanzolini       |
|    | Italia (bandiera) | C     | Augusto Magli (capitano) |

| N. |                   | Ruolo | Calciatore           |
| -- | ----------------- | ----- | -------------------- |
|    | Italia (bandiera) | C     | Angelo Bollano       |
|    | Italia (bandiera) | C     | Alberto Marchetti    |
|    | Italia (bandiera) | C     | Luca Ponticelli      |
|    | Italia (bandiera) | C     | Piero Suppi          |
|    | Italia (bandiera) | A     | Ferruccio Valcareggi |
|    | Italia (bandiera) | A     | Alberto Galassi      |
|    | Italia (bandiera) | A     | Renato Gei           |
|    | Italia (bandiera) | A     | Otello Badiali       |
|    | Italia (bandiera) | A     | Ugo Gregorin         |
|    | Italia (bandiera) | A     | Carlo Zoppellari     |

## Risultati

### Girone di andata
| Arbitro: | Canavesio (Torino) |

|                |           |  |
| Bortoletto 89’ | Marcatori |  |

| Arbitro: | Silvano (Torino) |

|               |           |             |
| Del Medico 4’ | Marcatori | 81’ Galassi |

| Arbitro: | Gamba (Napoli) |

|                         |           |              |
| Marchetti 37’ Suppi 45’ | Marcatori | 3’ Annovazzi |

| Arbitro: | Pieri (Trieste) |

|                |           |  |
| Antoniotti 12’ | Marcatori |  |

| Arbitro: | Agnolin (Bassano del Grappa) |

|             |           |  |
| Galassi 65’ | Marcatori |  |

| Arbitro: | Bernardi (Bologna) |

|          |           |  |
| Conti 5’ | Marcatori |  |

| Arbitro: | Vannini (Bologna) |

|            |           |  |
| Eliani 82’ | Marcatori |  |

| Arbitro: | Orlandini (Roma) |

|         |           |            |
| Gei 46’ | Marcatori | 30’ Tieghi |

| Arbitro: | Gemini (Roma) |

|              |           |  |
| Tavellin 25’ | Marcatori |  |

| Arbitro: | Scotto (Savona) |

|           |           |              |
| Suppi 43’ | Marcatori | 58’ Cappello |

| Arbitro: | Maurelli (Roma) |

|            |           |  |
| Ispiro 35’ | Marcatori |  |

| Arbitro: | Neri (Firenze) |

|                           |           |            |
| Galassi 25’ Marchetti 80’ | Marcatori | 40’ Coscia |

| Genova 28 dicembre 1947 14ª giornata | Sampdoria        | 0 – 0 | Fiorentina | Stadio Luigi Ferraris\| Arbitro: \| Camiolo (Milano) \| |
| Arbitro:                             | Camiolo (Milano) |       |            |                                                         |

| Arbitro: | Boffardi (Genova) |

|                                                   |           |  |
| Mazzola 5’, 68’ Loik 32’ Gabetto 37’ Martelli 67’ | Marcatori |  |

| Arbitro: | Dattilo (Roma) |

|             |           |  |
| Badiali 65’ | Marcatori |  |

| Arbitro: | Tassini (Verona) |

|                                |           |  |
| Kincses 54’, 68’ Boniperti 72’ | Marcatori |  |

| Arbitro: | Savio (Torino) |

|                        |           |  |
| Bollano 5’ Galassi 56’ | Marcatori |  |

| Arbitro: | Camiolo (Milano) |

|                                 |           |           |
| Bollano 4’, 5’ Galassi 35’, 64’ | Marcatori | 52’ Penzo |

| Arbitro: | Dattilo (Roma) |

|                 |           |                      |
| Dalla Torre 50’ | Marcatori | 6’ Suppi 61’ Badiali |

| Arbitro: | Scotto (Savona) |

|             |           |                          |
| Galassi 34’ | Marcatori | 8’ Conti II 24’ Zambelli |

### Girone di ritorno
| Arbitro: | Silvano (Torino) |

|  |           |             |
|  | Marcatori | 71’ Galassi |

| Arbitro: | Gamba (Napoli) |

|                                            |           |                             |
| Suppi 8’, 68’ Valcareggi 30’ Marchetti 65’ | Marcatori | 46’ Menegotti 63’ Bertoni I |

| Arbitro: | Zambotto (Padova) |

|                                 |           |                   |
| Raccis 35’ (rig.) Annovazzi 53’ | Marcatori | 60’ (rig.) Eliani |

| Arbitro: | Tassini (Verona) |

|               |           |  |
| Marchetti 10’ | Marcatori |  |

| Arbitro: | Silvano (Torino) |

|                                       |           |  |
| Avanzolini 22’ (aut.) La Paz 55’, 56’ | Marcatori |  |

| Arbitro: | Agnolin (Bassano del Grappa) |

|                           |           |  |
| Marchetti 16’ Galassi 80’ | Marcatori |  |

| Arbitro: | Galeati (Bologna) |

|                        |           |  |
| Merlin 51’ Sifredi 65’ | Marcatori |  |

| Arbitro: | Orlandini (Roma) |

|                    |           |                    |
| Dante 9’ Piana 16’ | Marcatori | 6’ Galassi 14’ Gei |

| Arbitro: | Maglio (Torino) |

|                     |           |  |
| Gei 31’ Galassi 87’ | Marcatori |  |

| Arbitro: | Cappucci (Roma) |

|             |           |  |
| Biavati 75’ | Marcatori |  |

| Arbitro: | Dattilo (Roma) |

|                     |           |              |
| Acconcia 2’ Gei 67’ | Marcatori | 28’ Rossetti |

| Arbitro: | Poggipollini (Ferrara) |

|            |           |  |
| Coscia 25’ | Marcatori |  |

| Arbitro: | Bonivento (Venezia) |

|                                                             |           |                                             |
| Eliani 25’ (rig.) Gregorin 35’ Marchetti 56’ Valcareggi 61’ | Marcatori | 3’ Bassetto 23’ (aut.) Furiassi 52’ Baldini |

| Arbitro: | Bernardi (Bologna) |

|            |           |                                 |
| Galassi 8’ | Marcatori | 50’ (rig.) Menti II 74’ Mazzola |

| Arbitro: | Bertolio (Torino) |

|                                          |           |              |
| Simatoc 11’ Achilli 37’, 58’ Lorenzi 71’ | Marcatori | 80’ Gregorin |

| Arbitro: | Marchetti (Milano) |

|                              |           |                                          |
| Valcareggi 25’ Marchetti 56’ | Marcatori | 48’, 89’ Boniperti 55’ Kincses 85’ Magni |

| Arbitro: | Savio (Torino) |

|             |           |  |
| Manente 77’ | Marcatori |  |

| Arbitro: | Tassini (Verona) |

|                                                                          |           |  |
| Acconcia 4’ (aut.) Caciagli 26’ (aut.) Penzo 30’ Cecconi 33’ Magrini 63’ | Marcatori |  |

| Arbitro: | Zelocchi (Modena) |

|                                    |           |  |
| Galassi 1’, 5’, 16’ Valcareggi 66’ | Marcatori |  |

| Arbitro: | Coppolone (Bari) |

|                |           |                                 |
| Spanavello 34’ | Marcatori | 4’ Marchetti 49’ (aut.) Campana |

## Statistiche

### Statistiche di squadra
| Competizione | Punti | In casa | In casa | In casa | In casa | In casa | In casa | In trasferta | In trasferta | In trasferta | In trasferta | In trasferta | In trasferta | Totale | Totale | Totale | Totale | Totale | Totale | DR |
| Competizione | Punti | G       | V       | N       | P       | Gf      | Gs      | G            | V            | N            | P            | Gf           | Gs           | G      | V      | N      | P      | Gf     | Gs     | DR |
| ------------ | ----- | ------- | ------- | ------- | ------- | ------- | ------- | ------------ | ------------ | ------------ | ------------ | ------------ | ------------ | ------ | ------ | ------ | ------ | ------ | ------ | -- |
| Serie A      | 41    | 20      | 15      | 2       | 3       | 39      | 19      | 20           | 3            | 3            | 14           | 10           | 36           | 40     | 18     | 5      | 17     | 49     | 55     | -6 |

### Statistiche dei giocatori
Nel computo totale va conteggiato 1 autorete a favore dei viola.
| Giocatore     | Serie A  | Serie A |
| Giocatore     | Presenze | Reti    |
| ------------- | -------- | ------- |
| I. Acconcia   | 35       | 1       |
| M. Avanzolini | 23       | 0       |
| O. Badiali    | 24       | 2       |
| M. Bigazzi    | 2        | -3      |
| A. Bollano    | 18       | 3       |
| R. Bortoletto | 9        | 1       |
| M. Caciagli   | 8        | 0       |
| R.A. Compiani | 7        | 0       |
| A. Eliani     | 35       | 3       |
| Z. Furiassi   | 40       | 0       |
| A. Galassi    | 38       | 15      |
| R. Gei        | 26       | 4       |
| U. Gregorin   | 7        | 2       |
| A. Magli      | 34       | 0       |
| A. Marchetti  | 29       | 8       |
| G. Moro       | 38       | -52     |
| L. Ponticelli | 1        | 0       |
| P. Suppi      | 19       | 5       |
| F. Valcareggi | 33       | 4       |
| C. Zoppellari | 14       | 0       |